# Université pour femmes Gakushūin
L'Université pour femmes Gakushūin (学習院女子大学, Gakushūin joshi daigaku) est une université privée japonaise, située dans le quartier de Takadanobaba dans l'arrondissement de Shinjuku à Tōkyō. Elle dépend de la compagnie d'enseignement scolaire du même nom.

carte du campus de Toyama dans le quartier de Takadanobaba